# Badminton Vereniging Nijeveen
Badminton Vereniging Nijeveen (BV Nijeveen) is een Nederlandse badmintonclub uit Nijeveen die op 14 augustus 1972 werd opgericht. De vereniging bestaat uit 3 jeugdteams en 2 seniorenteams. Het eerste team komt uit in de 6e divisie van de bondscompetitie georganiseerd door Badminton Nederland. De vereniging traint en speelt in sporthal De Eendracht te Nijeveen.

## Toernooi
Jaarlijks organiseert BV Nijeveen het Veengroavertjes toernooi. Dit is een toernooi voor spelers van verschillende verenigingen uit de regio.